# ネムルバカ
『ネムルバカ』は、石黒正数による漫画作品。『月刊COMICリュウ』（徳間書店）2006年11月号から2008年3月号まで不定期連載され、2008年に単行本が刊行された。さらに2025年3月には新装版が刊行された。全1巻。
バンド活動のせいで常に金欠状態の鯨井ルカと大学の後輩で女子寮で同室の入巣柚実の友情と別れを軸とした大学生活の日常と青春の日々が描かれる。 
2025年3月20日に実写映画版が公開された。

## あらすじ
入巣柚実は、大学の寮「冴羽女子寮」で先輩の鯨井ルカと同じ部屋に住んでいる。最初はきちんとした生活をしようと思っていたが、次第に何となく怠惰に過ごすようになっていき、成績も留年ギリギリとなってしまう。
同室のルカも、寮では柚実と緩やかな日々を送る一方、インディーズバンド「ピートモス」のギターボーカルを担当し、バンド活動を頑張っている。ライブハウスではかなり人気があるバンドだが、ルカは少しずつ壁を感じ始めていた。
そんな中で、柚実に好意を持ち、声をかけていたはずの同級生の男子・田口が寮に遊びに来た時に同室のルカに一目惚れして、柚実の目の前でルカに大声で告白してしまう。ルカに会うための手段として田口から利用されていたと思った柚実はショックを受け、田口を徹底的に拒否し始める。田口から相談を受けて、友人の伊藤は、関係者4人で集まり田口に説明と謝罪をさせるが、ルカから田口は柚実にしたことは男らしくないと言われるなどして、フラれてしまう。
そんなある日、音楽雑誌にルカのバンドが掲載され、それを見た大手のレコード会社・OTレコーズの新比屋と音楽プロデューサーの粳間からルカに「謎のシンガー"A"」としてデビューさせたいと言われる。申し出を受けることにしたルカは大学を辞めて寮から引っ越しをすることになり、最後の夜を柚実と部屋で飲み明かす。
デビュー後のルカ（A）は着実に世間に知られる人気シンガーとなっていき、初アルバムの発売後、全国ツアーが開始される。そして、ルカから送られてきたチケットを持ってライブに来た柚実の前で、セトリにはなかった最後の曲としてピートモスの曲「ネムルバカ」を禁じられていた本名・鯨井ルカを名乗って歌い、3階席まで満席の会場からそのまま姿を消してしまう。

## 登場人物

### 主要人物
入巣 柚実（いりす ゆみ）
大学生。大学の寮「冴羽女子寮」で先輩の鯨井ルカと同室。「古本MAX」という古本屋でアルバイトをしている。
お酒は好きだが、よく吐いたり意識をなくしてルカに介抱をしてもらうことも多い。寿司は嫌い。
鯨井 ルカ（くじらい ルカ）
大学3回生。バンド「PEAT MOTH（ピートモス）」のギターボーカルを担当。バンド活動に打ち込むせいで、常に金欠状態。
後に大手のOTレコーズにプロデュースされ、「謎のシンガー"A"」として単独デビューし、全国ツアーまでこぎつける。

#### 柚実の関係者
田口（たぐち）
柚実の同級生の男子。入学時は柚実が好きだったが、彼女の寮に遊びに行った時にルカに一目惚れした。
伊藤（いとう）
柚実の同級生の男子で田口の友人。自分にできる限界が分かるのに努力するのはしんどいなどとルカに言って思い切り殴られている。
仲崎（なかざき）
古本MAXでの柚実の同僚。柚実に好意を持っているらしいが、音楽などよく知ったかぶりをするため、柚実からはうざいと思われている。

#### ルカの音楽関係者
新比屋 土倍（あらびや どばい）
OTレコーズのタレント部門の担当。ルカにデビューの話をするが、バンドではなくルカ一人だけだと持ちかける。
粳間（うるま）
音楽プロデューサー。ルカをプロデュースし、OTレコーズから「謎のシンガー"A"」としてデビューさせたいと話す。

#### バンド「ピートモス」
ジャガー・モリィ
「ピートモス」のメンバー、ギター担当。
岩徹
「ピートモス」のメンバー、ベース担当。
DAN
「ピートモス」のメンバー、ドラム担当。本名の筑間定則（ちくま さだのり）を略してDAN。

#### その他
ナビ子
田口が使っている「萌えナビ」の中のキャラクター。ドジっ子で道を間違えたりする。ルカからは不愉快なナビと言われる。

## 書誌情報
- 石黒正数『ネムルバカ』（2008年3月19日発売[1]、徳間書店〈リュウコミックス〉、ISBN 978-4-19-950075-6）全1巻
- 石黒正数『ネムルバカ』新装版（2025年3月13日発売[3][10]、徳間書店〈リュウコミックス〉、ISBN 978-4-19-950900-1）全1巻

## 実写映画
2025年3月20日に公開された。監督は阪元裕吾、主演は久保史緒里（乃木坂46）と平祐奈。
Filmarks（フィルマークス）が実施した「3月第3週公開映画の初日満足度ランキング」で、初日満足度ランキング1位を獲得した。

### キャスト

#### 主要人物（実写映画）
入巣柚実（いりす ゆみ）
演 - 久保史緒里（乃木坂46）（幼少期：山本紗々萊）
大学生。女子寮でルカと同室の後輩。これと言ってやりたいこともなく、何となく古本屋「古本MAX」でバイトをしている。
鯨井ルカ（くじらい ルカ）
演 - 平祐奈
大学生。インディーズバンド「ピートモス」のギターボーカルとして夢を追いかけている。バンド活動のせいでいつも金欠状態。

#### 柚実の関係者（実写映画）
田口（たぐち）
演 - 綱啓永
柚実の大学の同級生。最初は柚実に好意をもっていたが、同室のルカに惹かれ、柚実をルカに会うために利用（経由）する。
伊藤（いとう）
演 - 樋口幸平
田口の友人。柚実に無視され続ける田口から相談を受け、柚実やルカたちと話し合おうとする。
仲崎（なかざき）
演 - 兎（ロングコートダディ）
柚実の「古本MAX」での先輩。音楽のことなど知ったかぶりをするため、柚実からはうざいと思われている。
福沢アキラ
演 - 志田こはく
ルカが引っ越した後の寮で柚実と同室の後輩。以前の柚実と同じように振る舞う。

#### ルカの音楽関係者（実写映画）
荒比屋（あらびや）
演 - 伊能昌幸
レコード会社「OTレコーズ」社員。タレント部門の担当で、ルカと専属契約をしてメジャーデビューさせる。
粳間（うるま）
演 - 吉沢悠
フリーの音楽プロデューサー。ルカを「A。または人間、」としてプロデュースする。

#### 「ピートモス」（実写映画）
ルカが所属するバンド。
ジャガー・モリィ
演 - 儀間陽柄（the dadadadys）
「ピートモス」のメンバー。ギター担当。
岩徹
演 - 長谷川大
「ピートモス」のメンバー。ベース担当。
DAN
演 - 高尾悠希
「ピートモス」のメンバー。ドラム担当。

#### その他 （実写映画）
ファミレスの店員
演 - 稗田寧々
伊藤が田口や柚実たちと話し合いの場を持つファミレスの店員。
オヤジ
演 - 山下徳久
「古本MAX」の客。ビデオは買い取れないと言われ、柚実にやると言って押しつけて帰る。
ナビ子
声 - 立花日菜
カーナビの中のキャラクター。
「偏愛ストラクチュア」のボーカル
声 - 岩田陽葵
劇中で大ヒットしている楽曲「偏愛ストラクチュア」のボーカル。
サラリーマン
演 - 水澤紳吾
志垣店長
演 - かいばしら
柚実が仲崎と食事をした店の店長。新曲「レジェンド」を披露する。
受付嬢
演 - 朝日ななみ
来社したルカの応対をする「OTレコーズ」の受付嬢。
居酒屋の店員
演 - 松村キサラ
柚実とルカがよく行く居酒屋の店員。
柚実の幼馴染み
演 - 番家玖太
柚実の回想場面で登場する幼馴染み。
マサト、フリ田、彼女
声 - 原俊太郎、細田健太、蓮見灯
柚実とルカが居酒屋で見ていたWEB広告のキャラクター。

### スタッフ
- 原作 - 石黒正数『ネムルバカ』（徳間書店 COMICリュウ）
- 監督 - 阪元裕吾
- 脚本 - 皐月彩、阪元裕吾[27]
- 音楽 - 立山秋航[27]
- 主題歌 - 平祐奈 as 鯨井ルカ「ネムルバカ」（作詞 - 石黒正数 / 作曲 - 朝日〈ネクライトーキー〉）[28]
- プロデューサー - 寺田悠輔[4][27]、藤井宏二[27]
- ラインプロデューサー - 尾関玄[27]
- 撮影 - 渡邊雅紀[27]
- 照明 - 小川大介[27]
- サウンドデザイン - 山本タカアキ[27]
- 録音 - 藤林繁[27]
- 助監督 - 河野健佑[27]
- 美術 - 岩崎未来[27]
- スタイリスト - 入山浩章[27]
- ヘアメイク - 赤井瑞希[27]
- 制作担当 - 今井尚道[27]
- キャスティング - 伊藤尚哉[27]
- 編集 - 小美野昌史[27]
- スチール - 澤田もえ子[27]
- 宣伝デザイン - 寺澤圭太郎[27]
- 宣伝プロデューサー - 松谷昂
- 宣伝 - 川崎楓
- 音楽プロデューサー - 中村伸一[27]
- 企画協力 - 直井卓俊[27]
- 原作協力 - 猪飼幹太、岩中亜梨沙[27]
- 制作プロダクション - Libertas[14]
- 製作幹事・配給 - ポニーキャニオン[14]
- 製作 - 映画「ネムルバカ」製作委員会（ポニーキャニオン、徳間書店、Libertas）

### 劇中歌
- 平祐奈 as 鯨井ルカ「脳内ノイズ」（作詞 - 石黒正数 / 作曲・編曲 - 朝日〈ネクライトーキー〉）[16]
- 平祐奈 as A。または人間、「ハルイロ」（作詞・作曲 - つむぎしゃち / 編曲 - 久下真音）[16]
- 平祐奈 as A。または人間、「ユーmore」（作詞 - つむぎしゃち / 作曲・編曲 - 久下真音）[16]
- かいばしら as 志垣店長「レジェンド」（作詞 - かいばしら / 作曲・編曲 - kamekichi）[16]
- 岩田陽葵「偏愛ストラクチュア」（作詞・作曲・編曲 - 儀間陽柄（the dadadadys）[16]
- iehoyamig「TOWN POP」（作詞・作曲・編曲 - 儀間陽柄（the dadadadys）[16]
- iehoyamig「もったいない」（作詞・作曲・編曲 - 儀間陽柄（the dadadadys）[16]

### 主なロケ地
東京都新宿区
- 大衆割烹すみれ（江戸川橋）… 柚実とルカがよく行く居酒屋。

東京都港区
- グランパークタワー（田町）…「OTレコーズ」として撮影された。ルカとピートモスのメンバーが来社。
- 六本木Mon cher ton ton … 新比屋と粳間がルカに専属契約の話をするために案内した店。

東京都八王子市
- 八王子RIPS…ピートモスのライブが行われた。

東京都渋谷区
- LINE CUBE SHIBUYA（渋谷公会堂）…「A。または人間、」としてのルカのライブツアーが開催された。

埼玉県川口市
- 山遊堂…柚実がバイトする「古本MAX」として撮影された。2024年9月に閉店。

千葉県いすみ市
- 太東埼灯台… ルカが田口の車を運転し、ナビ子が案内を間違えて訪れた場所。
- 大原海水浴場… 柚実、ルカ、田口、伊藤がファミレスでの話し合いの後で訪れた場所。